# Teleologia na biologia

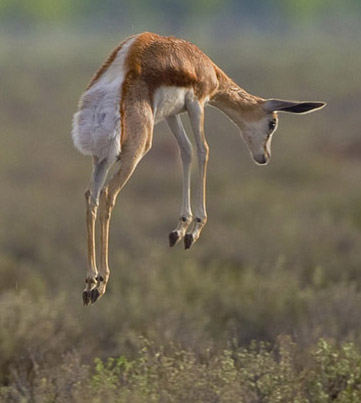
“Comportamento com um propósito": um jovem gazela fazendo en. Um biólogo pode argumentar que isso tem a função de sinalizar para os predadores, ajudando a gazela a sobreviver e permitindo que ela se reproduza.

A teleologia em biologia é o uso da linguagem de direcionamento de metas em relatos de adaptação evolutiva, que alguns biólogos e filósofos da ciência consideram problemática. O termo teleonomia [en] também foi proposto. Antes de Darwin, os organismos eram vistos como existentes porque Deus os havia projetado e criado; suas características, como os olhos, eram consideradas pela teologia natural como tendo sido feitas para permitir que eles desempenhassem suas funções, como a de ver. Os biólogos evolucionistas costumam usar formulações teleológicas semelhantes que invocam o propósito, mas elas implicam a seleção natural em vez de objetivos reais, sejam eles conscientes ou não. Alguns biólogos e pensadores religiosos sustentavam que a própria evolução era, de alguma forma, dirigida por um objetivo (ortogênese) e, em versões vitalistas, impulsionada por uma força vital intencional. Como a evolução funciona por meio da seleção natural que atua na variação herdada, o uso da teleologia na biologia atraiu críticas, e foram feitas tentativas para ensinar os alunos a evitar a linguagem teleológica.
No entanto, os biólogos ainda escrevem com frequência sobre a evolução como se os organismos tivessem objetivos, e alguns filósofos da biologia, como Francisco Ayala, e biólogos, como J. B. S. Haldane, consideram que a linguagem teleológica é inevitável na biologia evolutiva.

## Contexto

### Teleologia
Teleologia, do grego τέλος, telos “fim, propósito” e -λογία, logia, “um ramo do aprendizado”, foi cunhada pelo filósofo Christian von Wolff em 1728. O conceito deriva da antiga filosofia grega de Aristóteles, onde a causa final (o propósito) de uma coisa é a sua função. Entretanto, a biologia de Aristóteles [en] não prevê a evolução por seleção natural.
Frases usadas por biólogos como “uma função de ... é ...” ou “é projetado para” são teleológicas, pelo menos na linguagem. A presença de teleologia real ou aparente nas explicações da seleção natural é um aspecto controverso da filosofia da biologia, principalmente por seus ecos da teologia natural.

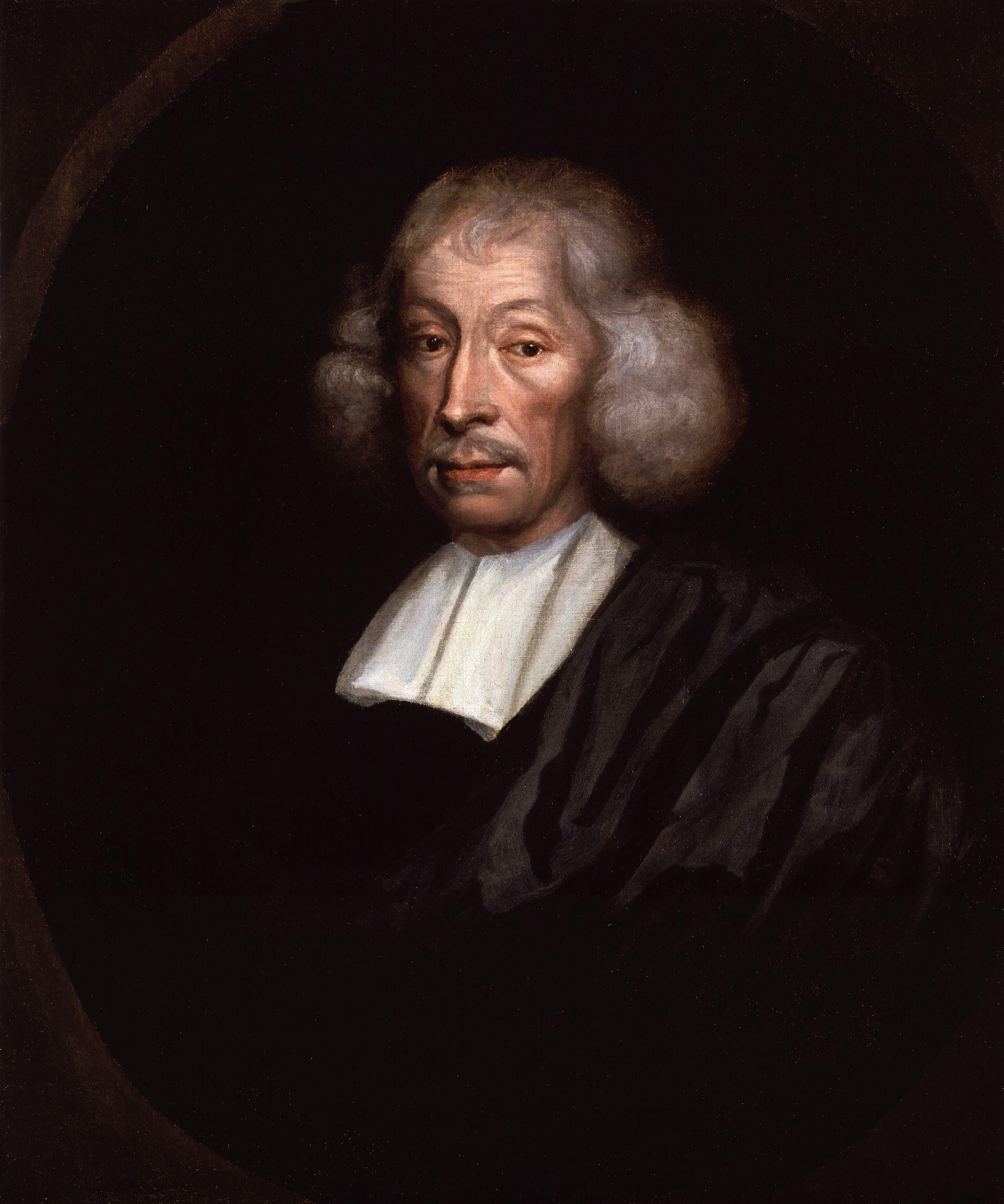
O teólogo natural inglês John Ray e, mais tarde, William Derham, usaram argumentos teleológicos para ilustrar a glória de Deus a partir da natureza.

### Teologia natural
Antes de Darwin, a teologia natural assumia a existência de Deus e usava a aparência da função na natureza para argumentar a favor da existência de Deus. O parson-naturalista inglês John Ray declarou que sua intenção era “ilustrar a glória de Deus no conhecimento das obras da natureza ou da criação”. A teologia natural apresentou formas do argumento teleológico ou argumento do design, ou seja, que os órgãos funcionavam bem para seu propósito aparente, portanto, eram bem projetados, portanto, devem ter sido projetados por um criador benevolente. Por exemplo, o olho tinha a função de enxergar e continha características como a íris e o cristalino que auxiliavam na visão; portanto, segundo o argumento, ele havia sido projetado para esse propósito.

### Evolução dirigida por objetivos
Pensadores religiosos e biólogos supuseram que a evolução foi impulsionada por algum tipo de força vital, uma filosofia conhecida como vitalismo, e muitas vezes supuseram que ela tinha algum tipo de meta ou direção (para a qual a força vital estava se esforçando, se eles também acreditassem nisso), conhecida como ortogênese ou progresso evolutivo. Tal direcionamento implica uma força teleológica de longo prazo; alguns defensores da ortogênese a consideravam uma força espiritual, enquanto outros sustentavam que ela era puramente biológica. Por exemplo, o embriologista Karl Ernst von Baer acreditava em uma força teleológica na natureza, enquanto o filósofo espiritualista Henri Bergson associou a ortogênese ao vitalismo, defendendo uma força criativa na evolução conhecida como élan vital em seu livro A Evolução Criadora (1907). O biofísico Pierre Lecomte du Noüy [en] e o botânico Edmund Ware Sinnott desenvolveram filosofias evolutivas vitalistas conhecidas como telefinalismo e telismo, respectivamente. Seus pontos de vista foram duramente criticados como não científicos; o paleontólogo George Gaylord Simpson argumentou que Du Noüy e Sinnott estavam promovendo versões religiosas da evolução. O paleontólogo jesuíta Pierre Teilhard de Chardin argumentou que a evolução estava visando um suposto “Ponto Ômega” espiritual no que ele chamou de “aditividade dirigida”. Com o surgimento da síntese evolutiva moderna, na qual os mecanismos genéticos da evolução foram descobertos, a hipótese da ortogênese foi amplamente abandonada pelos biólogos, especialmente com o argumento de Ronald Fisher em seu livro de 1930, The Genetical Theory of Natural Selection.

### Seleção natural
A seleção natural, introduzida em 1859 como o mecanismo central da evolução por Charles Darwin, é a sobrevivência e a reprodução diferenciadas de indivíduos devido a diferenças no fenótipo. O mecanismo implica diretamente na evolução, uma mudança nas características hereditárias de uma população ao longo do tempo.

### Adaptação

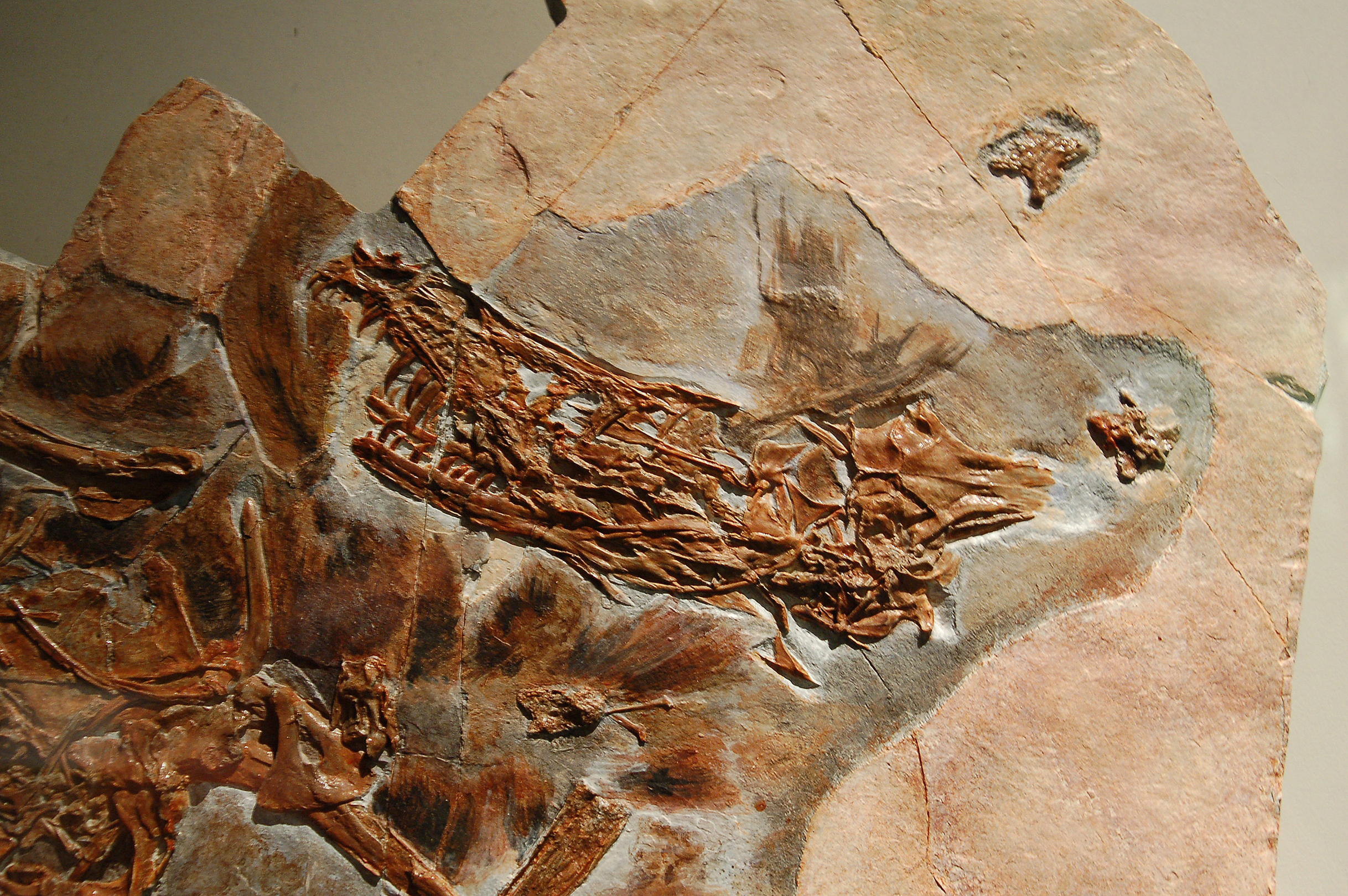
Atualmente, as penas têm a função de voar, mas elas foram cooptadas e não adaptadas para essa tarefa, tendo evoluído para um propósito anterior em terópodes como o Sinornithosaurus millenii, talvez por isolamento.

Uma característica que persiste em uma população é geralmente considerada pelos biólogos como tendo sido selecionada no curso da evolução, o que levanta a questão de como a característica consegue isso. Os biólogos chamam qualquer mecanismo desse tipo de função da característica, usando frases como: “A função do gesto de saltar dos antílopes é comunicar aos predadores que eles foram detectados”, ou “A mão do primata foi projetada (por seleção natural) para agarrar”.
Uma adaptação é uma estrutura observável ou outra característica de um organismo (por exemplo, uma enzima) gerada pela seleção natural para servir à sua função atual. Um biólogo pode propor a hipótese de que as penas são adaptações para o voo das aves. Isso exigiria três coisas: que a característica de ter penas seja hereditária; que a característica sirva de fato à função de voar; e que a característica aumente a aptidão dos organismos que a possuem. As penas claramente atendem a essas três condições nas aves vivas. Entretanto, há também uma questão histórica, ou seja, a característica surgiu ao mesmo tempo em que o voo das aves? Infelizmente para a hipótese, parece que não: os dinossauros terópodes tinham penas, mas muitos deles não voavam. As penas podem ser descritas como uma exaptação, tendo sido cooptadas para o voo, mas tendo evoluído anteriormente para outra finalidade, como o isolamento. Os biólogos podem descrever tanto a cooptação quanto a adaptação anterior em uma linguagem teleológica.

## Status na biologia evolutiva

### Razões para o desconforto
A teleologia aparente é uma questão recorrente na biologia evolutiva, para a consternação de alguns autores, e, como estilo explicativo, permanece controversa. Há várias razões para o desconforto com a teleologia entre os biólogos.
Em primeiro lugar, o próprio conceito de adaptação é controverso, pois pode ser considerado como implicando, como argumentaram os biólogos evolucionistas Stephen J. Gould e Richard Lewontin, que os biólogos concordam com o Doutor Pangloss, de Voltaire, em sua sátira Cândido, de 1759, que este é “o melhor de todos os mundos possíveis”, em outras palavras, que cada característica é perfeitamente adequada às suas funções. No entanto, tudo o que a biologia evolutiva exige é a afirmação mais fraca de que uma característica é pelo menos ligeiramente melhor em um determinado contexto do que outra e, portanto, é selecionada.

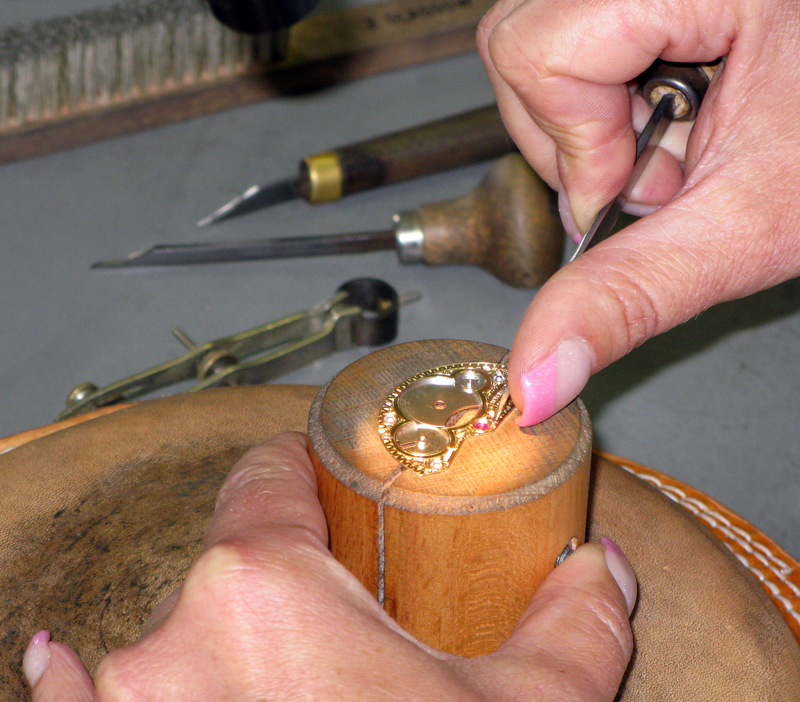
A analogia do relojoeiro argumenta que a presença de um mecanismo complexo como um relógio implica a existência de um projetista consciente.

Em segundo lugar, a teleologia está ligada à ideia pré-darwiniana de teologia natural, segundo a qual o mundo natural fornece evidências do projeto consciente e das intenções benéficas de um criador, como nos escritos de John Ray. William Derham continuou a tradição de Ray com livros como Physico-Theology (1713) e Astro-Theology (1714). Eles, por sua vez, influenciaram William Paley, que escreveu um argumento teleológico detalhado para Deus em 1802, Natural Theology, or Evidences of the Existence and Attributes of the Deity collected from the Appearances of Nature, começando com a analogia do relojoeiro. Esse criacionismo, juntamente com uma força vitalista e uma evolução ortogenética dirigida, foi rejeitado pela maioria dos biólogos.
Em terceiro lugar, a atribuição de propósitos às adaptações corre o risco de ser confundida com as formas populares do lamarquismo, em que se supõe que os animais, em particular, influenciam sua própria evolução por meio de suas intenções, embora o próprio Lamarck tenha falado em hábitos de uso, e a crença de que seu pensamento era teleológico foi contestada.
Em quarto lugar, a explicação teleológica da adaptação é incômoda porque parece exigir uma causalidade retroativa, na qual as características existentes são explicadas por resultados futuros; porque parece atribuir a ação de uma mente consciente quando se supõe que nenhuma esteja presente em um organismo; e porque, como resultado, a adaptação parece impossível de ser testada empiricamente.
Um quinto motivo diz respeito aos estudantes e não aos pesquisadores: Gonzalez Galli argumenta que, como as pessoas naturalmente imaginam que a evolução tem um propósito ou uma direção, o uso da linguagem teleológica pelos cientistas pode agir como um obstáculo para os alunos ao aprenderem sobre a seleção natural. Ele argumenta que essa linguagem deve ser removida para tornar o ensino mais eficaz.

### Taquigrafia teleológica removível
As declarações que implicam que a natureza tem objetivos, por exemplo, quando se diz que uma espécie faz algo “a fim de” alcançar a sobrevivência, parecem teleológicas e, portanto, inválidas para os biólogos evolucionistas. Entretanto, geralmente é possível reescrever essas frases para evitar a teleologia aparente. Alguns cursos de biologia incorporaram exercícios que exigem que os alunos reformulem essas frases para que não pareçam teleológicas. No entanto, os biólogos ainda escrevem com frequência de uma forma que pode ser lida como implicando teleologia, mesmo que essa não seja sua intenção. John Reiss argumenta que a biologia evolutiva pode ser eliminada da teleologia aparente ao rejeitar a analogia pré-darwiniana do relojoeiro para a seleção natural; outros argumentos contra essa analogia também foram promovidos por escritores como o biólogo evolutivo Richard Dawkins.
Alguns filósofos da biologia, como James G. Lennox, argumentaram que Darwin era um teleologista, enquanto outros, como Michael Ghiselin, descreveram essa alegação como um mito promovido por interpretações errôneas de suas discussões e enfatizaram a distinção entre usar metáforas teleológicas e ser de fato teleológico. Michael Heads, por outro lado, descreve uma mudança no pensamento de Darwin sobre a evolução que pode ser rastreada desde o primeiro volume de A Origem das Espécies até os volumes posteriores. Para Heads, Darwin era originalmente um pensador muito mais teleológico, mas, com o tempo, “aprendeu a evitar a teleologia”. Heads cita uma carta que Darwin escreveu em 1872, na qual ele minimizava o papel da seleção natural como uma força causal por si só na explicação da adaptação biológica e, em vez disso, dava mais peso às “leis do crescimento”, que operam [sem o auxílio da seleção natural].
Andrew Askland, da Faculdade de Direito Sandra Day O'Connor, afirma que, ao contrário do transhumanismo, uma ideologia que visa melhorar a condição humana, que ele afirma ser “totalmente teleológica”, a evolução darwiniana não é teleológica.
Vários comentaristas consideram as frases teleológicas usadas na biologia evolutiva moderna como um tipo de abreviação para descrever qualquer função que ofereça uma vantagem evolutiva por meio da seleção natural. Por exemplo, o zoólogo S. H. P. Madrell escreveu que “a maneira adequada, mas incômoda, de descrever a mudança por meio da adaptação evolutiva [pode ser] substituída por declarações teleológicas mais curtas e evidentes” para economizar espaço, mas que isso “não deve ser considerado como implicação de que a evolução ocorre por qualquer outra coisa que não seja por mutações que surgem por acaso, com aquelas que conferem uma vantagem sendo retidas pela seleção natural”.

### Teleologia irredutível
Outros filósofos da biologia argumentam, em vez disso, que a teleologia biológica é irredutível e não pode ser removida por nenhum processo simples de reformulação. Francisco Ayala especificou três situações distintas nas quais as explicações teleológicas são apropriadas. Primeiro, se o agente antecipa conscientemente o objetivo de sua própria ação; por exemplo, o comportamento de pegar uma caneta pode ser explicado pelo desejo do agente de escrever. Ayala estende esse tipo de explicação teleológica a animais não humanos, observando que “Um cervo fugindo de um leão da montanha (...) tem pelo menos a aparência de um comportamento intencional.” Em segundo lugar, as explicações teleológicas são úteis para sistemas que têm um mecanismo de autorregulação apesar das flutuações no ambiente; por exemplo, a autorregulação da temperatura corporal em animais. Por fim, elas são apropriadas “em referência a estruturas anatômica e fisiologicamente projetadas para desempenhar uma determinada função”.
Ayala, com base no trabalho realizado pelo filósofo Ernest Nagel, também rejeita a ideia de que os argumentos teleológicos são inadmissíveis porque não podem ser causais. Para Nagel, os argumentos teleológicos devem ser consistentes porque sempre podem ser reformulados como argumentos não teleológicos. A diferença entre os dois é, para Ayala, apenas uma questão de ênfase. Nagel escreve que, enquanto os argumentos teleológicos se concentram nas “consequências para um determinado sistema de uma parte ou processo constituinte”, os argumentos não teleológicos equivalentes se concentram em “algumas das condições (...) sob as quais o sistema persiste em sua organização e atividades características.” No entanto, Francisco Ayala argumentou que as afirmações teleológicas são mais explicativas e não podem ser descartadas. Karen Neander argumentou de forma semelhante que o conceito moderno de “função” biológica depende da seleção natural. Assim, por exemplo, não é possível dizer que qualquer coisa que simplesmente passa a existir, sem passar por um processo de seleção, de fato tem funções. Nós decidimos se um apêndice tem uma função analisando o processo de seleção que levou a ele. Portanto, argumenta Neander, qualquer conversa sobre funções deve ser posterior à seleção natural, a função deve ser definida com referência à história de uma espécie e a teleologia não pode ser evitada. O biólogo evolucionista Ernst Mayr também afirmou que “a adaptação (...) é um resultado a posteriori em vez de uma busca de objetivo a priori”.
Angela Breitenbach, de uma perspectiva kantiana, argumenta no Kant Yearbook que a teleologia na biologia é importante como “uma heurística na busca de explicações causais da natureza e (...) uma perspectiva analógica inevitável sobre os seres vivos”. Em sua visão de Kant, a teleologia implica em algo que não pode ser explicado pela ciência, mas somente compreendido por meio de analogia.
Colin Pittendrigh [en] cunhou o termo semelhante “teleonomia” para fenômenos biológicos aparentemente direcionados a um objetivo. Para Pittendrigh, a noção de “adaptação” na biologia, seja qual for sua definição, necessariamente “conota aquela aura de projeto, propósito ou direcionamento para um fim que, desde a época de Aristóteles, parece caracterizar o ser vivo.” Essa associação com Aristóteles, no entanto, é problemática, pois significa que o estudo da adaptação estaria inevitavelmente ligado a explicações teleológicas. Pittendrigh procurou preservar o aspecto do design e do propósito nos sistemas biológicos, ao mesmo tempo em que negava que esse design pudesse ser entendido como um princípio causal. A confusão, segundo ele, seria eliminada se descrevêssemos esses sistemas “por algum outro termo, como ‘teleonômico’, a fim de enfatizar que o reconhecimento e a descrição da orientação para o fim não implicam um compromisso com a teleologia aristotélica como um princípio causal eficiente”. Ernst Mayr criticou a confusão de Pittendrigh com relação às quatro causas de Aristóteles, argumentando que a evolução envolvia apenas a causa material e formal, mas não a causa eficiente. Mayr propôs usar o termo apenas para “sistemas que operam com base em um programa de informações codificadas”.
William C. Wimsatt [en] afirmou que a teleologia da linguagem da biologia e de outros campos deriva da estrutura lógica de suas teorias de base, e não apenas do uso de locuções teleológicas como “função” e “a fim de”. Ele afirmou que “substituir o discurso sobre função pelo discurso sobre seleção... não é eliminar a teleologia, mas reformulá-la”. No entanto, Wimsatt argumenta que esse pensamento não significa um apelo à retrocausalidade, vitalismo, entelequia ou sentimentos antireducionistas [en].
O biólogo J. B. S. Haldane observou que “a teleologia é como uma amante para um biólogo: ele não pode viver sem ela, mas não está disposto a ser visto com ela em público”.